# Martin Wernisch
Martin Wernisch (* 6. března 1962 Praha) je český protestantský teolog, církevní historik a vysokoškolský profesor. Je synem básníka Ivana Wernische. Je vedoucím katedry církevních dějin na Evangelické teologické fakultě Univerzity Karlovy.

## Život
Ke studiu historie, resp. pomocných věd historických na FF UK nebyl v r. 1981 přijat z „kádrových“ důvodů, vystudoval však Komenského evangelickou bohosloveckou fakultu v letech 1982–1987. V roce r. 1987 byl fakultou vyslán k pokračujícímu studiu do Švýcarska (Zürich) s výhledem na kvalifikační práci v oboru filosofe. V roce 1988 byl ordinován k duchovní službě v Českobratrské církvi evangelické. Změnu politického režimu zažil v terénu jako seniorátní vikář Českobratrské církve evangelické s působištěm v Chomutově, kde byl činný v letech 1988–1990. V letech 1990–1991 postgraduálné studoval na teologické fakultě univerzity v německém Tübingen, odkud se vrátil na domovskou fakultu jako odborný asistent. V Praze dokončil (nevydanou) dizertaci Podvojný logos světa: Vota Lutheri ad theologiam ac philosophiam, na jejímž základě byl r. 1992 promován. Dizertace obrážela jeho předchozí cestu mezi disciplínami, soustředěna na dějiny myšlení, ale také zřetelné tíhnutí právě k historické teologii, význačným rysem je i orientace na Martina Luthera.
I když se v bádání postupně profiloval především jako historik reformace, ve výuce usiloval zastávat obor historické teologie v jeho šíři, a nezanedbávat tedy jmenovitě též patristiku. V prvních hybných letech svobody ho navíc zaměstnávaly také aktuální úkoly církve vůči veřejnosti. V letech 1993–1995 měl podstatný podíl na vypracování stanoviska K vysídlení sudetských Němců v poradním odboru synodní rady ČCE pro společenské a mezinárodní záležitosti, přijatého pak 29. synodem; v letech 1993–2002 se v předních řadách účastnil i práce odborných ekumenických komisí k problematice rozštěpeného pohledu na domácí církevní a národní dějiny. Zároveň byl v letech 1992–2001 činný jako výkonný redaktor mezinárodního trimestriálníku fakulty Communio viatorum.
Řízení katedry církevních dějin převzal r. 2004, k r. 2003 habilitován, na základě r. 2001 dokončeného spisu Praeclarus theologus Unitatis Fratrum: Život a dílo Matěje Červenky. Tato nevydaná práce představuje první část většího, doposud nedovršeného projektu, zaměřeného k evropské komparaci unikátního věroučného spisu staré Jednoty bratrské. S ním se Wernisch pokouší alespoň přiblížit ještě vyšší, prozatím možná i nedosažitelné metě: uceleným dějinám reformační teologie (a konfesijních kultur) v českých zemích.
V prosinci 2020 byl jmenován profesorem v oboru Evangelická teologie (nástupní programová přednáška byla vydána v rozšířené knižní podobě pod titulem Církevní dějiny jako koncept).

## Dílo
Wernischovy knižní publikace oscilují mezi evropským a tuzemským pólem. Více na první stranu je možné zařadit edici Kniha svornosti: Symbolické čili vyznavačské spisy evangelických církví augsburské konfese (2006), opatřenou historicko-teologickými úvody k jednotlivým částem, knihy Mystika a reformace (2007) a Politické myšlení evropské reformace (2011) či podrobné uvedení do Výboru z díla M. Luthera (2017). Spíše do druhé skupiny by pak patřilo Husitství: Raně reformační příběh (2003), vydání traktátu J. Husa Knihy kacířů se mají číst (2015) a Evropská reformace, čeští evangelíci a jejich jubilea (2018) – svým původem sborník statí, zároveň však pokus o příspěvek k zásadním otázkám pojímání reformace a vztahu domácích tradic k ní.
V zahraničí se Wernisch podílel na monografích kolektivních (např. The Oxford Handbook of Martin Luther’s Theology, 2014; Europa reformata, 2016 v německé a anglické, 2017 v korejské mutaci). Delší (půlroční) badatelské pobyty absolvoval v letech 2009 (Institut evropských dějin v Mohuči), 2016 (Knihovna vévody Augusta ve Wolfenbüttelu) a 2023 (evangelicko-theologické fakulty universit ve Vídni a v Göttingen). Od r. 2013 je členem mezinárodního teologického pracovního kruhu pro výzkum reformačních dějin (TARF) při Unii evangelických církví (UEK) v Evangelické církvi Německa (EKD).